# رقمة مبرغلة
الرقمة المبرغلة (باللاتينية: Erodium guttatum) نوع نباتي يتبع جنس الرقمة من الفصيلة الغرنوقية.

## الموئل والانتشار
موطنها بلاد الشام ومصر والمغرب العربي وإسبانيا.

## مرادفات للاسم العلمي
- (باللاتينية: Geranium guttatum Desf.)
- (باللاتينية: Erodium malopoides (Desf.) Willd.)